# Stanislavî, Radîvîliv
Stanislavî (în ucraineană Станіслави) este un sat în comuna Dobrîvoda din raionul Radîvîliv, regiunea Rivne, Ucraina.

## Demografie
Componența lingvistică a localității Stanislavî
     Ucraineană (100%)
Conform recensământului din 2001, toată populația localității Stanislavî era vorbitoare de ucraineană (100%).